# Peccatori (film 1945)
Peccatori è un film del 1945 diretto da Flavio Calzavara.

## Produzione
Film girato negli stabilimenti veneziani del Cinevillaggio (centro di produzione cinematografica della Repubblica Sociale Italiana, sorto in alternativa a Cinecittà, all'epoca abbandonata a causa della guerra in corso), ebbe molte difficoltà distributive a causa dei contingenti eventi bellici.

## Distribuzione
Il film venne distribuito il 5 gennaio del 1945, durante gli ultimi mesi di vita della RSI, limitatamente alle città centro-settentrionali facentivi parte.